# Trilaminopora trinervis
Trilaminopora trinervis är en mossdjursart som först beskrevs av Campbell Easter Waters 1904.  Trilaminopora trinervis ingår i släktet Trilaminopora och familjen Arachnopusiidae. Inga underarter finns listade i Catalogue of Life.